# 畑谷友幸
畑谷友幸（はたたにともゆき、1975年6月7日 - ）は写真家。山口県防府市生まれ。通称「tomo」。
先天性両上肢尺側欠損症の障害を持つ。1998年よりAll DIGITAL撮影活動を開始。
写真家・横木安良夫に師事。
地方公共団体職員として所属する傍ら、写真家としての活動を含め、全国を飛び回り、創作活動を行う。
2019年に開催した日本イタリア合同写真展Spoleto incontra Yamaguchiの出展写真がスポレート現代アート美術館に収蔵http://www.palazzocollicola.it/

## 経歴
- 2009年（平成21年） - 山口県内の若手写真家グループ「yawaColor」（やまぐち　わかもの　かめら　らいふ（やわから））を結成。
- 2012年（平成24年） - 特定非営利活動法人　大路小路まち・ひとづくりネットワーク　副理事長就任。
- 2013年（平成25年） - アートふる山口実行委員会　実行委員長就任
- 2022年（令和04年） - 日伊協会YOVe'ST山口　副理事就任

## 写真展
- 【2005】
  - 畑谷友幸写真展「NATURAL」 (2005.10.7～10.16)
- 【2006】
  - 畑谷友幸写真展 『彩-aya-　ayumi sugaya photograph』 (2006.1.4～1.8)
- 【2007】
  - 畑谷友幸・倉増賢治写真展「ぶらりねこ」 (2007.2.6～2.12)
  - 畑谷友幸×藤若由夏写真展 「Message」 (2007.8.30～9.10)
- 【2008】
  - 畑谷友幸写真展 「やまぐち散歩」 (2008.2.20～2.25)
  - 畑谷友幸写真展 「MEMORYof」 (2008.6.1～6.30)
- 【2009】
  - 畑谷友幸写真展 「命-FILE-」 (2009.2.18～2.23)
- 【2010】
  - yawaColor写真展「ちからのもと」 (2010.2.24～3.1）
  - AYPC写真展「dearly　days」　GINZA(2010.4.30～5.12）　UMEDA(2010.6.10～6.16）
  - 畑谷友幸×青木裕子写真展「HappyLife」(2010.8.1～8.25）
  - 畑谷友幸・藤本智志写真展「DAYbyDAY」(2010.10.1～10.27）
- 【2011】
  - yawaColor写真展「キヲクノカタチ」 (2011.2.9～2.14）
  - AYPC写真展「dearly　days　2011」(2011.11．8～11.20）
- 【2012】
  - 写真展KOBE*HEART2012（2012.1．12～.1．22）
  - yawaColor写真展「写心日和」 (2012.2.8～2.13）
  - AYPC写真展「dearly　days　2012」(2012.11．13～11.25）
- 【2013】 
  - 写真展KOBE*HEART2013（2013.1．10～.1．20）
  - yawaColor写真展「ミックスジュース」 (2013.2.7～2.11）
  - しゃびやま写真展「やまぐち歩撮（ほと）」（2013.8.22～25）
  - AYPC写真展　Dearlyday 2013 ～写真でプレゼント～（2013.11.5～17）
- 【2014】 
  - 写真展KOBE＊HEART vol.5 ～つたえる～（2014.1.11～19）
  - やわから写真展「ゆめうつつ　～いつのか物語～」（2014.2.20～23）
- 【2015】 
  - 写真展 KOBE＊HEART vol.6 ～生きてきた20年～（2015.1.10～18)
  - やわから写真展「時間旅行」（2015.2.5～8）
- 【2016】 
  - 写真展 KOBE＊HEART vol.7 ～Re:start～（2016.1.16～24）
  - KOBE＊HEART FOTO倶楽部写真展（2016.4.30～5.4）
  - やわから写真展～こどものこころ～（2016.6.5、12、19、26）
  - GALLERY/SPACE sen オープニング写真展「RED」(2016.8.17～27）
  - KOBE＊HEART 写真祭2016～写真をもっと身近に、もっと楽しく～(2016.10.10～23）
- 【2017】  
  - 写真展KOBE*HEART vol.8～やさしい風～(2017.3.18～26）
  - 日本イタリアアートプロジェクト写真展Paesi～ふるさと～(2017.7.12～17)
  - yawaColor写真展「FocusOn」(2017.8.11～13)
  - 写真展「red vol.2」(2017.8.18～27）
  - KOBE＊HEART FOTO倶楽部写真展『SCENE 2017』(2017.10.7～15)
- 【2018】  
  - 写真展KOBE＊HEART Vol.9 MY HOME TOWN ～ワガマチ～(2018.1.13～21）
  - KOBE＊HEART FOTO倶楽部写真展『SCENE 2018』(2018.5.2～5.6)
  - 日本イタリアアートプロジェクト写真展Paesi2018(2018.7.11～7.16)
  - 写真展「red vol.3」(2018.8.18～25）
- 【2019】  
  - 写真展KOBE＊HEART Vol.10 ［新開地］SHINKAICHI(2019.1.12～20）
  - KOBE＊HEART FOTO倶楽部写真展『SCENE 2019』(2019.4.30～5.5)
  - 日本イタリア合同写真展Paesi2019(2019.7.10～7.15)（日本会場）
  - 写真展「red vol.4」(2019.7.26～8.3）
  - 日本イタリア合同写真展Spoleto incontra Yamaguchi(2019.8.10～18）（イタリア会場）